# Yokohama Air Cabin
La Yokohama Air Cabin est un système de transport urbain par câble à Yokohama, dans la préfecture de Kanagawa, au Japon. Longue de 629 mètres, l'unique ligne relie la gare de Sakuragichō au Yokohama Cosmo World. Elle a été mise en service le 22 avril 2021.